# Peter Agius

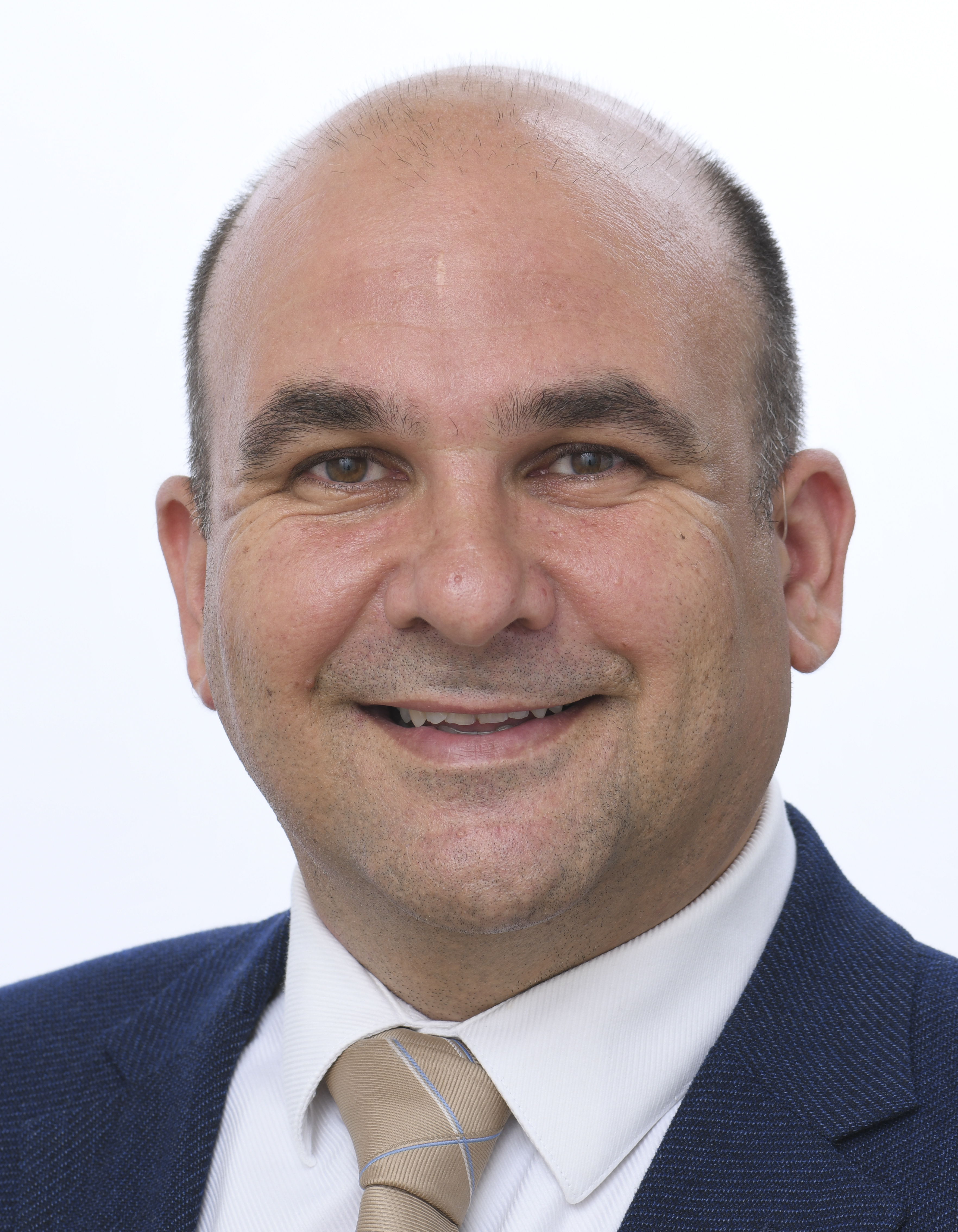
Peter Agius

Peter Agius (* 9. April 1979 in San Ġiljan) ist ein maltesischer Politiker der Partit Nazzjonalista. Seit dem 16. Juli 2024 ist er Mitglied des Europäischen Parlaments.

## Leben
Peter Agius arbeitete 20 Jahre lang für verschiedene EU-Institutionen, so unter anderem als Redenschreiber für den damaligen Parlamentspräsidenten Antonio Tajani. Eine Kandidatur bei der Europawahl 2019 verlief erfolglos.
Seit seiner Wahl ins Europäische Parlament bei der Europawahl 2024 ist Agius Mitglied der EVP-Fraktion, im Ausschuss für Binnenmarkt und Verbraucherschutz und im Petitionsausschuss sowie stellvertretendes Mitglied im Ausschuss für Landwirtschaft und ländliche Entwicklung.

## Politische Positionen
Agius fordert die Stärkung des Europäischen Amts für Betrugsbekämpfung (OLAF). Er setzt sich für die Stärkung der Interessen Maltas und Gozos innerhalb der EU ein.